# Mi-6直昇機
Mi-6直昇機（俄语：Ми-6，北約代號：吊鈎）曾經是最大型的直昇機，擁有16項世界飛行記錄，包括当时的直昇機最大載重記錄（20,117公斤）和最快320公里/小時的速度紀錄，此速度曾一度被認為是直昇機不可能達到的，Mi-6首次公開露面是在1965年的第26届巴黎航空展。

## 設計特點
Mi-6直昇機採用最常見的尾螺旋槳設計，兩部索罗维耶夫D-25V渦輪發動機推動一個巨大的5車葉螺旋槳，额定載重量為12,000公斤，而利用短翼滑行起飞时最大可載20,117公斤，Mi-6可載90名乘客或70名全副武裝的士兵，貨艙兩側有可折起的座椅，地板上有夾俱可用來固定貨物的位置，機身上有一對短翼可以在飛行時產生約25%昇力去減輕發動機的負荷，機頭採用和二戰時B-25米切尔型轰炸机相似的設計，軍用型的機頭裝有一挺12.7毫米口徑重機槍（由領航員兼任機槍手），在其上的方的駕駛艙的左側是正駕駛而右是副駕駛，Mi-6有飛行操制系統可自動操制飛行姿勢去減輕駕駛的工作量，機身中央重心位置可以外吊重物，可吊起最多8噸的重物，機尾門為蚌殼式設計，還備有斜路，卡車可直接駛入或駛出，Mi-6的起落架有車輪令Mi-6可以滑行，蘇聯空軍規定Mi-6起飛時要在地面上滑行以減少燃料消耗量。

## 基本資料
参考资料：Jane's All The World's Aircraft 1992–93
基本信息
- 机组：6 (正副駕駛, 雷達導航員, 正副工程師, 無線電員)
- 容量：

  - 90乘客或
  - 70 全副武裝步兵或
  - 41 擔架和2軍醫Fuel load: 6,315 kg (13,922 lb)

性能
一般特征
- 机组人员： 6 人（飞行员、副驾驶、领航员、飞行工程师、无线电操作员、技术员）
- 载客量： 90名乘客/70名空降兵/41个担架箱（含2名医务人员）
- 有效载荷：最大内部货物 12,000 千克（26,455 磅）
- 9,016 千克（19,877 磅），牵引力 44,000 千克（97,003 磅）
- 7,516 千克（16,570 磅），牵引力 42,500 千克（93,696 磅）
- 5,516 千克（12,161 磅），牵引力 40,500 千克（89,287 磅）

- 最大吊挂载荷： 8,000 千克（17,637 磅）
- 高度： 9.156 米（30 英尺 0 英寸）
- 机翼面积： 35 平方米（ 380 平方英尺）辅助翼（安装时）
- 翼型： 根部： TsAGI P-35 (15%)；尖端： TsAGI P-35 (12%)
- 左舷机翼入射角 14° 15'；右舷机翼入射角 15° 45'

- 毛重： 40,500 公斤（89,287 磅）
- 最大起飞重量： 44,000 公斤（97,003 磅）
- 燃油容量： 11 个机身油箱中 8,250 升（2,180 美制加仑；1,810 英制加仑）（6,315 千克（13,922 磅））+两个外部油箱中 4,500 升（1,200 美制加仑；990 英制加仑）+可选辅助客舱油箱中 4,500 升（1,200 美制加仑；990 英制加仑）
- 最大燃油容量： 17,250 升（4,560 美制加仑；3,790 英制加仑）
- 动力装置： 2×索洛维夫 D-25V 涡轴发动机，每台当量起飞功率 4,100 千瓦（5,500 轴马力）
- 2,312 千瓦（3,100 轴马力），在 3,100 米（10,200 英尺）和 250 公里/小时（160 英里/小时；130 节）速度下

- 主旋翼直径： ×35米（114英尺10英寸）
- 主旋翼面积： 962.1 平方米（ 10,356 平方英尺）
- 叶片部分： 根部： NACA 23011 mod；提示： TsAGI

表现
- 最大速度： 300 公里/小时（190 英里/小时、160 节）
- 巡航速度： 250 公里/小时（160 英里/小时、130 节）
- 航程： 970 公里（600 英里，520 海里），高度 1,000 米（3,300 英尺），牵引力 40,500 千克（89,287 磅）
- 渡轮航程： 1,450 公里（900 英里，780 海里）
- 续航时间： 2小时51分钟，速度140-160公里/小时（87-99英里/小时；76-86节），高度1,000米（3,300英尺），牵引力40,500千克（89,287磅）
- 实用升限： 4,500 米（14,800 英尺），最大载重 42,500 千克（93,696 磅）
- 3,000 米（9,800 英尺），牵引力超过 42,500 千克（93,696 磅）

- 到达高空时间： 40,500 千克（89,287 磅）拖曳
- 3,000 米（9,800 英尺），耗时 9 分 42 秒
- 4,500 米（14,800 英尺），20 分 42 秒

- 翼载荷：巡航速度下 40,500 千克（89,287 磅）时32.15 千克/米2（6.58 磅/平方英尺）
- 磁盘负载： 44.17 千克/平方米（ 9.05 磅/平方英尺）
- 功率/质量： 0.21 千瓦/千克 (0.13 马力/磅)

武器装备：
导航员站可配备一挺 12.7 毫米（0.500 英寸）阿法纳谢夫 A-12.7机枪，最多可携带 270 发子弹

## 型號
- Mi-6基本型

最初期的Mi-6，1961年加入蘇聯空軍
- Mi-6A

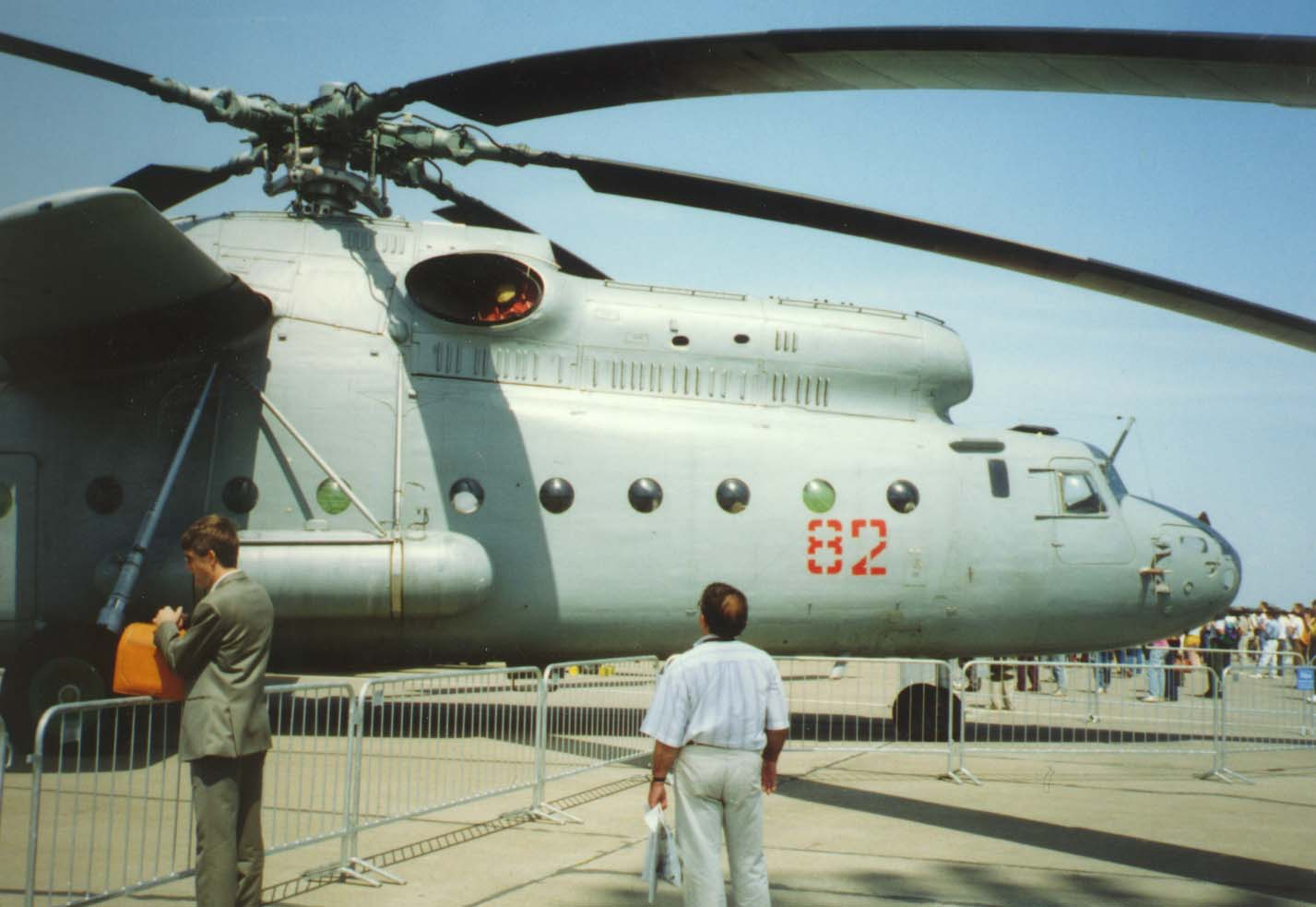
和人相比就可知Mi-6是何等巨大

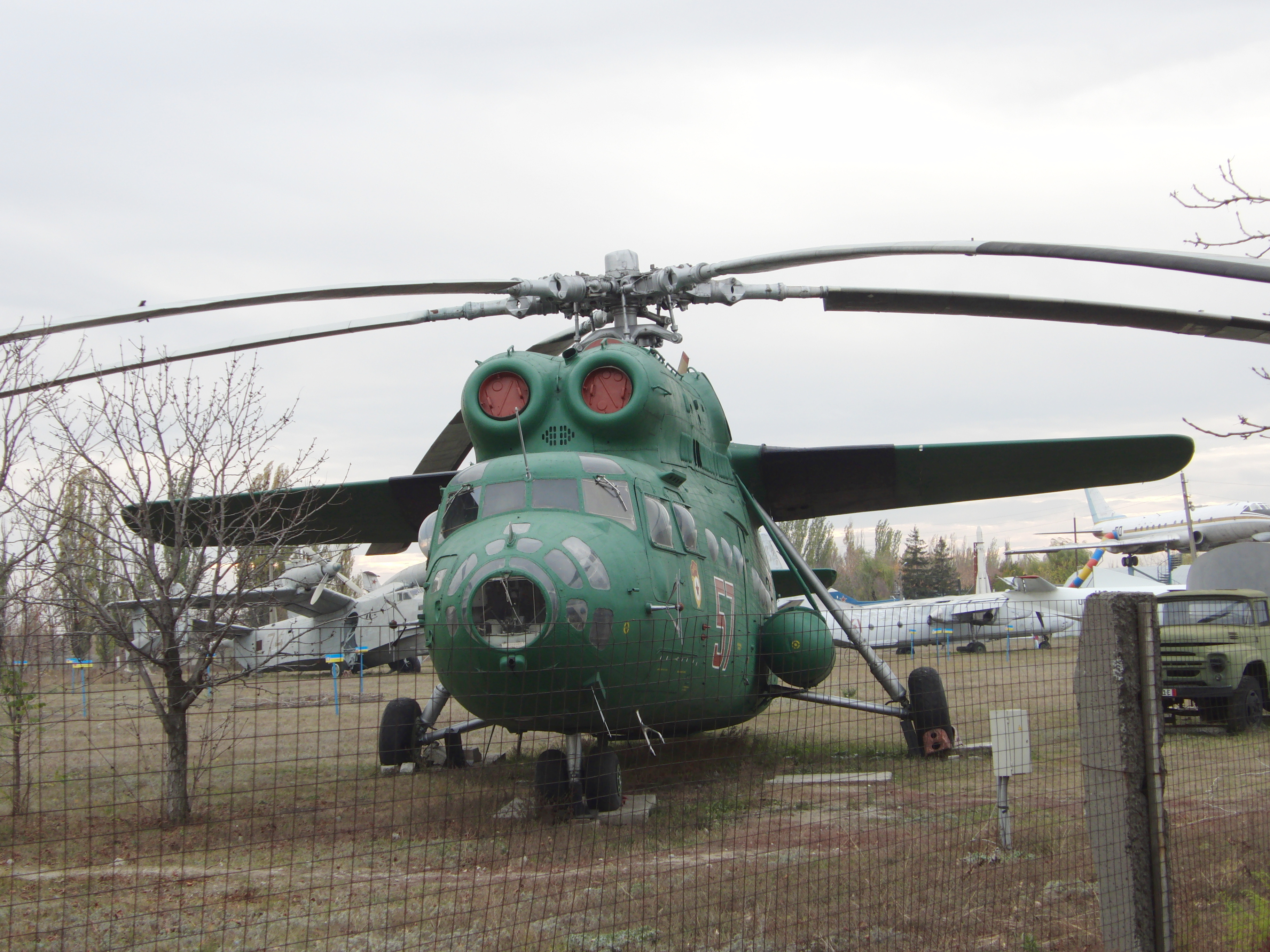
Mi-6採用一個和二戰時B-25轟炸機相似的機頭

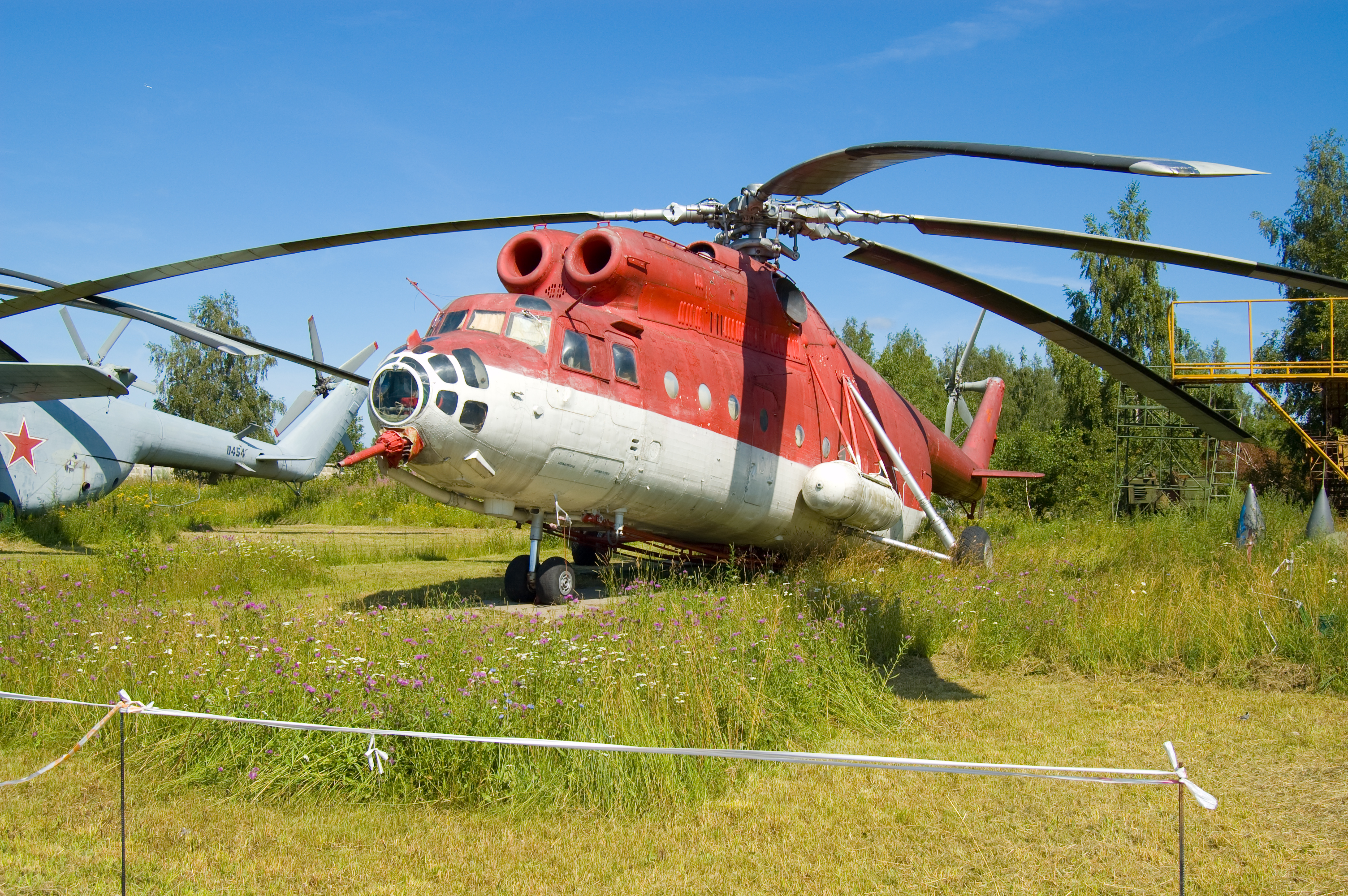
無機翼的Mi-6PZh消防機

Mi-6的改良型和主要生產型，1971年推出，主要是加強部件使用壽命和更新航電系統
- Mi-6PRTBV

專用於運送彈道飛彈的Mi-6，其貨艙因此較為特別
- Mi-6PP

Mi-6的電子干擾機型
- Mi-6M

Mi-6的反潛機型，機身兩側加上一個大彈艙以容納4發反潛魚雷或反潛飛彈
- Mi-6PS

Mi-6的海上搜索救難機型，機上有醫療設備和橡皮艇，加裝了海上導航電子設備
- Mi-6PZh

Mi-6的消防救火型，機上有可容納12噸水的水箱和兩條可向外吸水的吸水管，機頭有噴水槍，除了水還載有滅火泡沫劑，此機種沒有短翼和被塗成紅白兩色
- Mi-6VKP

Mi-6的空中指揮型，上有大型無線電通信設備，機內有一個指揮室，機尾有三個刀形天線和一個下方U形天線，但其實不能進行空中指揮，要降落後把一堆電子設備移往地面展開架設才可以運作指揮所
- Mi-6AYa/Mi-6VzPU

Mi-6VKP的大改良型，由Mi-6A改裝而來故名Mi-6AYa，它又被蘇聯空軍稱為Mi-6VzPU，能真正作為空中指揮機，機尾有一個大型刀形天線去取代Mi-6VKP機尾的一堆通信天線
- Mi-6TZ-SV

Mi-6的空中加油機型，機上有油泵和輸油管和一個7,400公升的油箱
- Mi-6P

Mi-6的民用客機型，貨艙被改成客運艙，有80個座位，還有衣櫃和食物加熱設備甚至洗手間，但由於找不到航空公司購買，故Mi-6P並無量產，唯一的一架原型機於1970年被蘇聯政府接收作為政府專機
- Mi-6民用貨機

Mi-6P民用客機的貨機版

## 使用與實戰

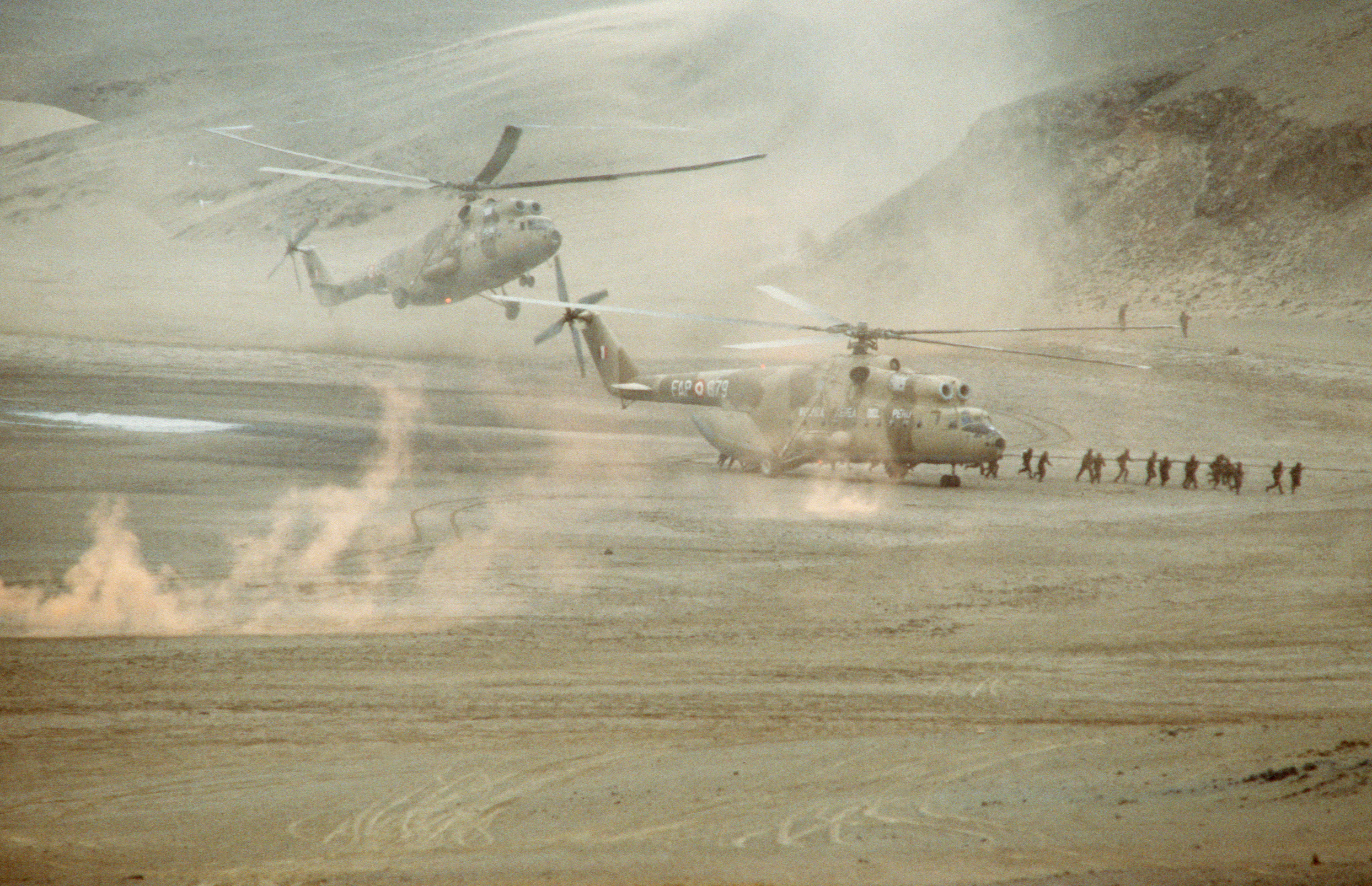
Mi-6在阿富汗戰場

Mi-6PRTBV作為蘇聯戰略火箭軍（彈道飛彈部隊）的運輸直昇機運送蘇軍的彈道飛彈，Mi-6PS用於蘇聯太空開發，每當載有蘇聯航天員的返回艙跌入大海，Mi-6PS都會出動，蘇聯空軍的Mi-6作為炮兵和空降兵的運輸直昇機，Mi-6民用貨機用於西伯利亞的石油開發。
蘇聯空軍的Mi-6首次用於1968年出兵捷克斯洛伐克，之後又用於阿富汗戰爭，蘇軍第181和第280直昇機團用於阿富汗，主要是為地面部隊運送物資，另有一個由蘇聯專家組成的Mi-6去支援阿富汗政府軍作戰，由於Mi-6能在海拔6,000米的高度飛行，故Mi-6是在阿富汗主要的蘇軍運輸直昇機，Mi-6在阿富汗另一個任務是吊運其他被擊傷的飛機，例如:Mi-24雌鹿直昇機，1986年4月26日，當時的烏克蘭發生車諾比核能電廠事故，蘇軍出动8架Mi-6参与用砂石和混凝土埋葬出事的第4號反應爐，事後由於此批Mi-6沾有輻射，而被拆解后碎片全部被深埋地下。
越南空軍的Mi-6也有用於越戰，每當美軍戰機前空襲北越空軍基地，Mi-6都會吊運北越的米格-17等戰機到較為安全的偽裝區內，等到空襲過後又吊回原處，Mi-6也運送物資和部隊，越戰後的1979年，越南出兵攻打柬埔寨也有使用Mi-6。
伊拉克空軍的Mi-6有用於兩伊戰爭，負責運送部隊和物資，期間有一架被伊朗的美製AH-1眼鏡蛇直升機擊落，1990年伊拉克出兵科威特也有Mi-6參與。
1967年的第三次中東戰爭和1973年的第四次中東戰爭，埃及空軍的Mi-6都有參戰。

## Mi-6在中國
1964年11月21日，中國決定向蘇聯採購5架Mi-6，1965年9月中方代表到蘇聯去接收Mi-6但蘇聯人卻不照合同而沒有安裝信標接收機，中方堅持若沒有信標接收機就寧可不要Mi-6，此事最後以取銷訂單解決。
1970年中國想自行研製大型運輸直昇機，想以Mi-6作為參考，故第二次向蘇聯購買3架Mi-6，此3架Mi-6於1971年10月22日到達，隨同還有4部發動機和3個螺旋槳等備份零件，蘇聯也派來了4名技術人員作技術支援，後來經中方有關技術人員評定要仿製Mi-6有一定難度而作罷，此3架Mi-6被派去武漢軍區服役，現已全部退役，其中一架被放在位於北京的中國航空博物館。

## 圖片

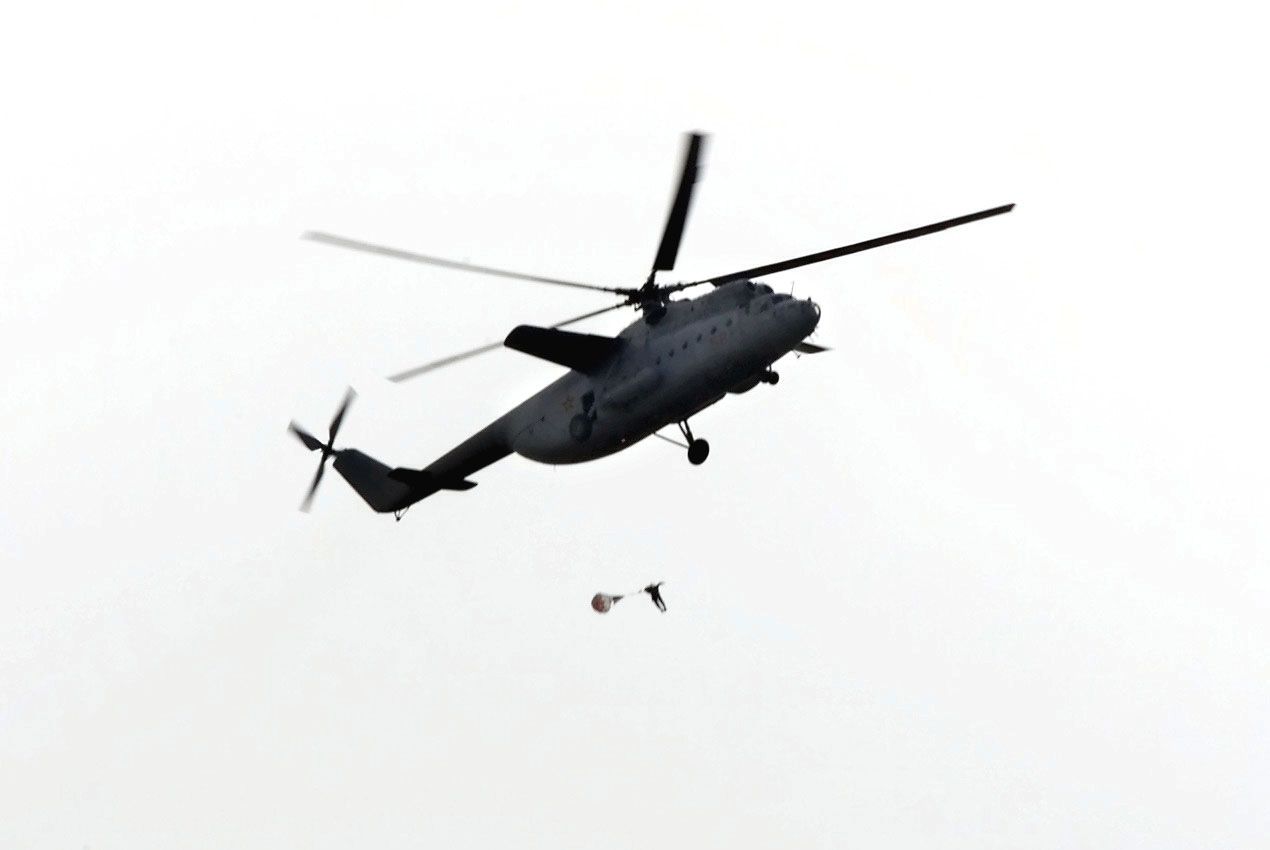
Mi-6傘兵跳下
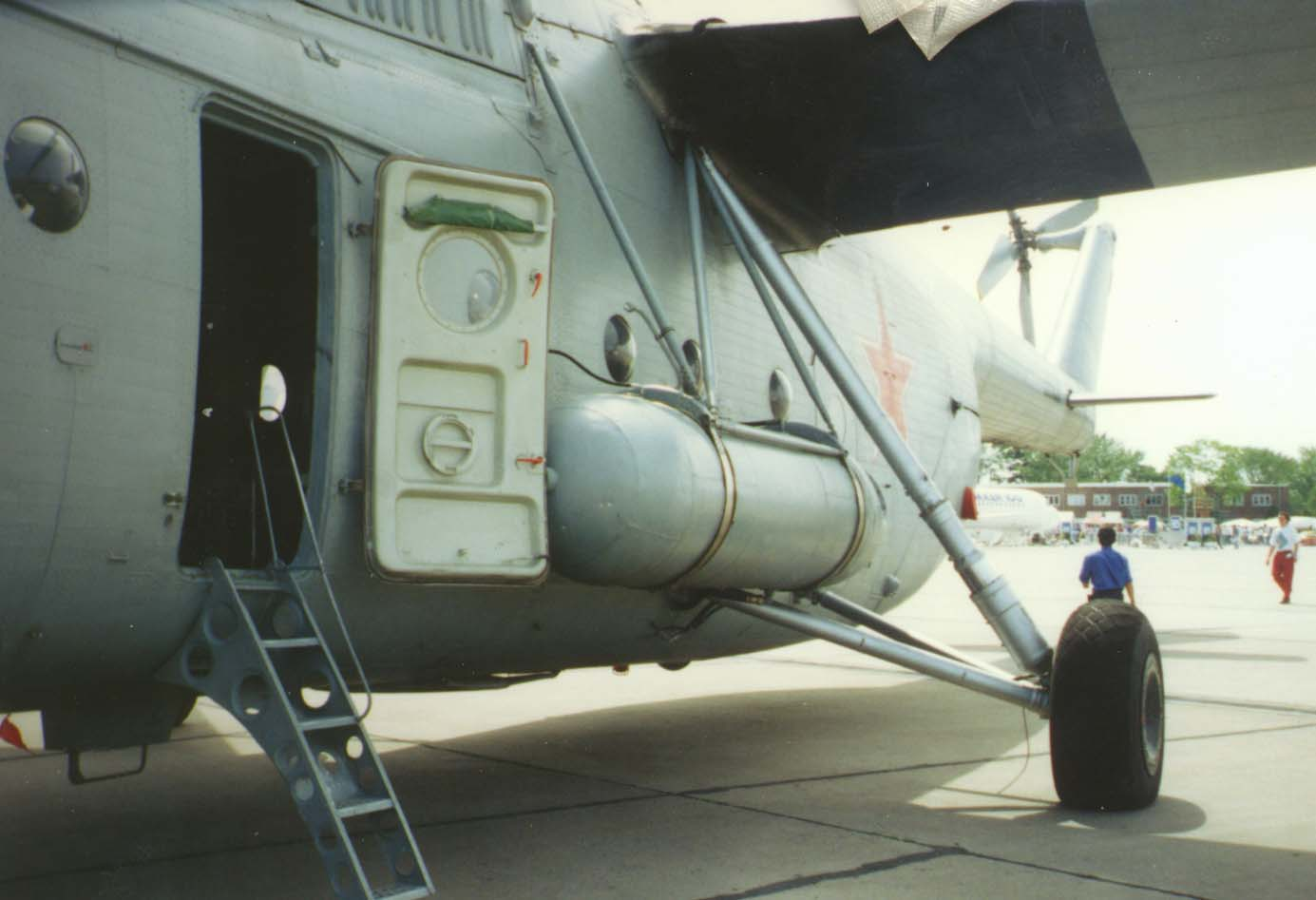
Mi-6的側門
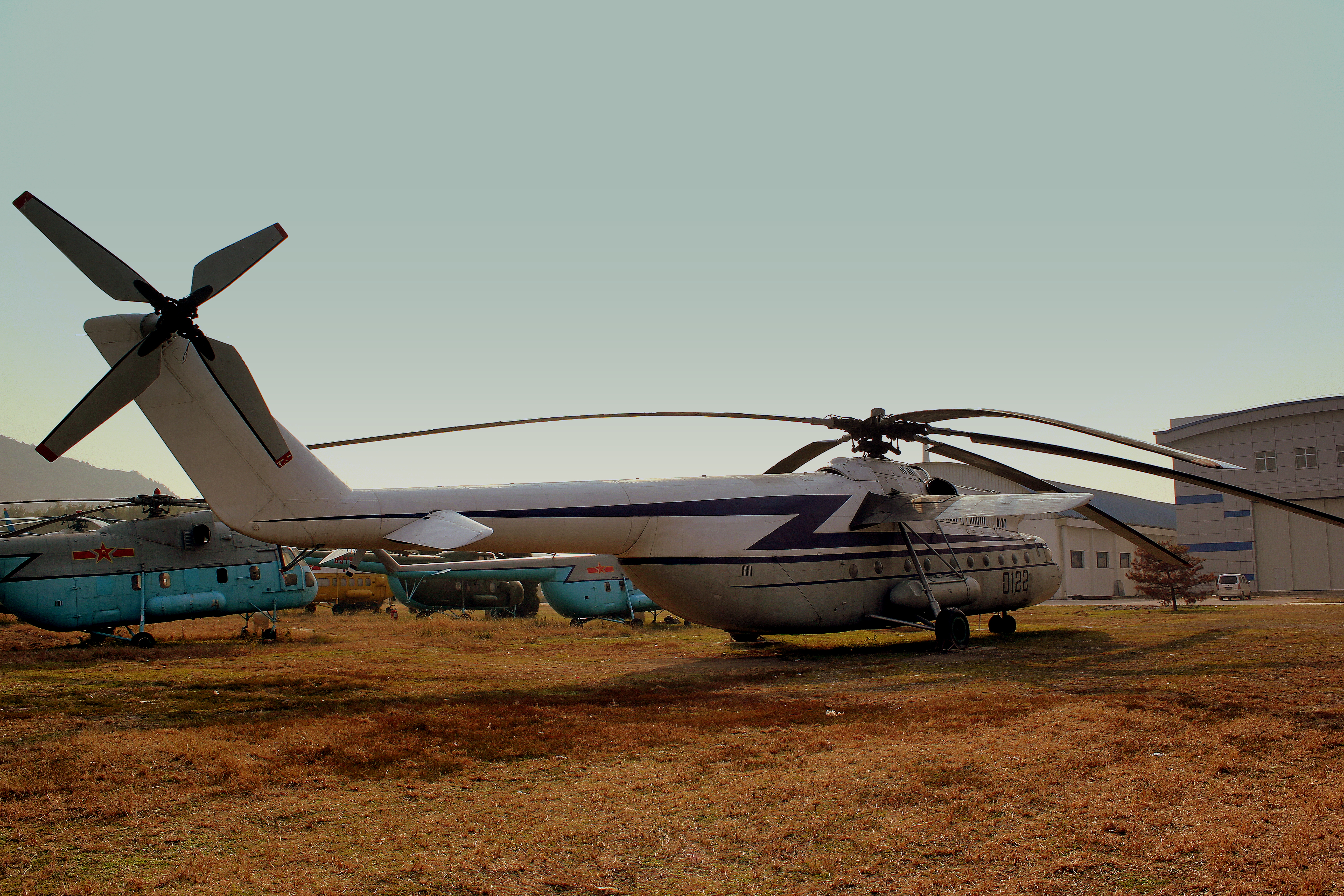
中國航空博物館的Mi-6
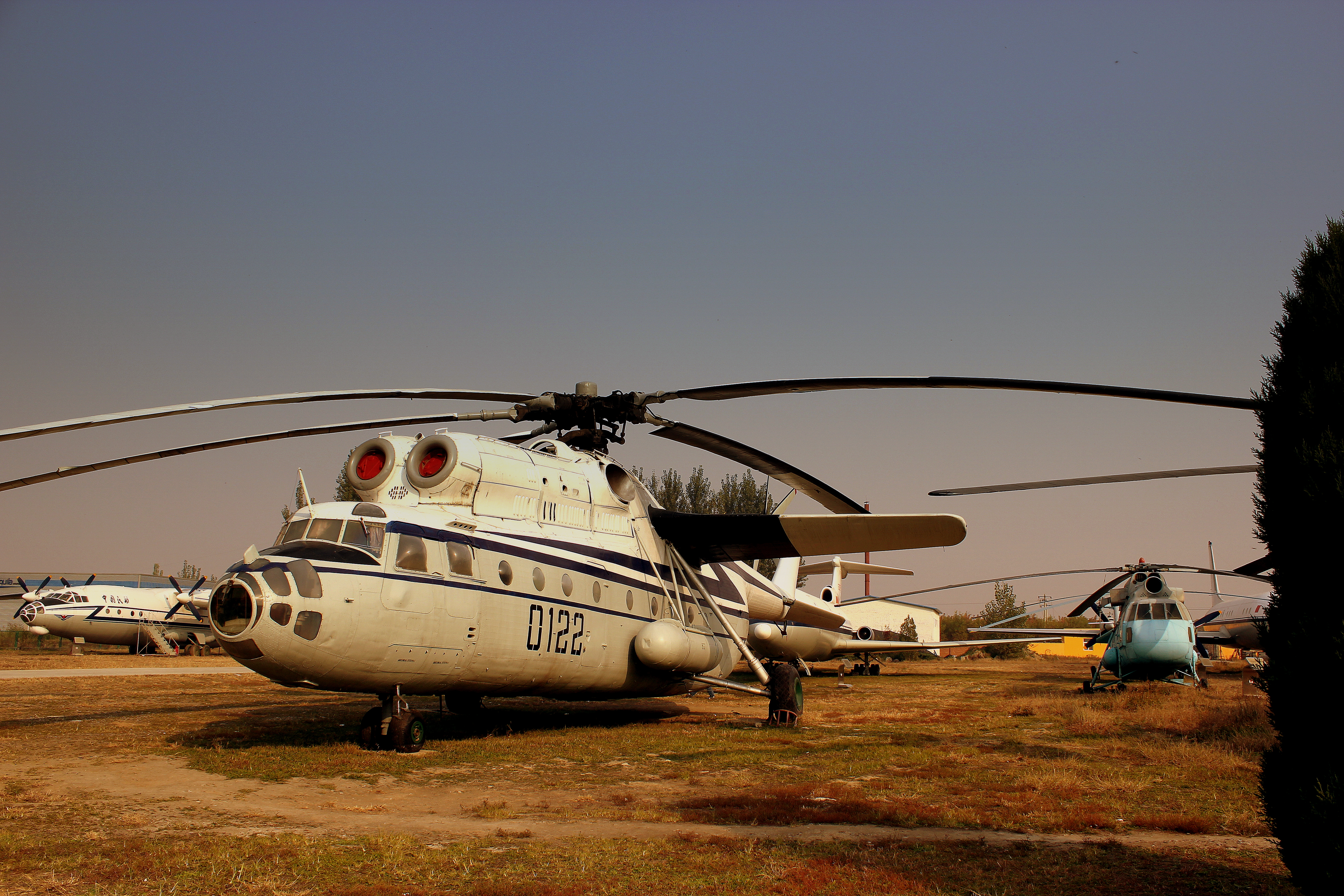
中國航空博物館的Mi-6
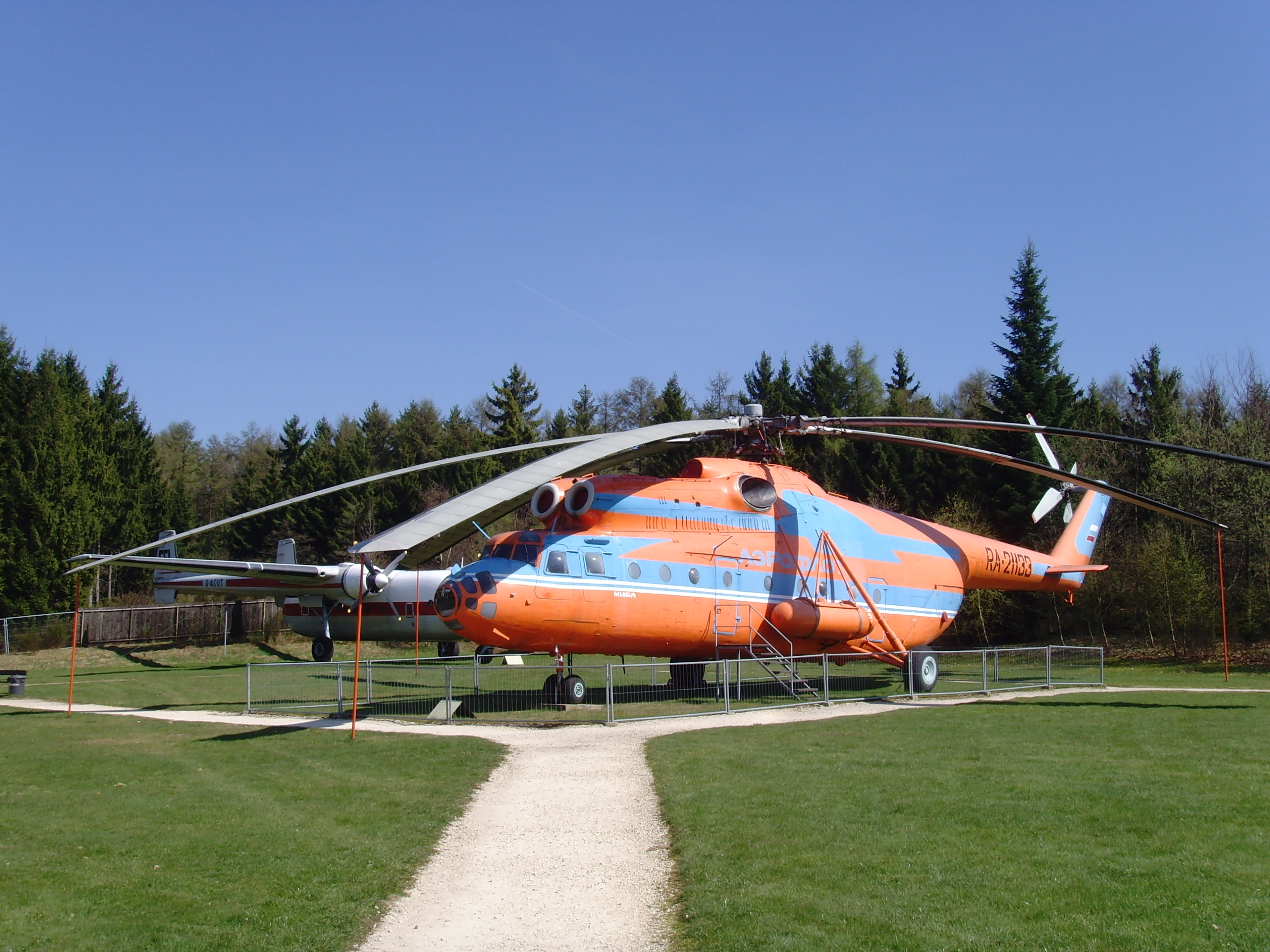
Mi-6民用無短翼版

## 使用國家

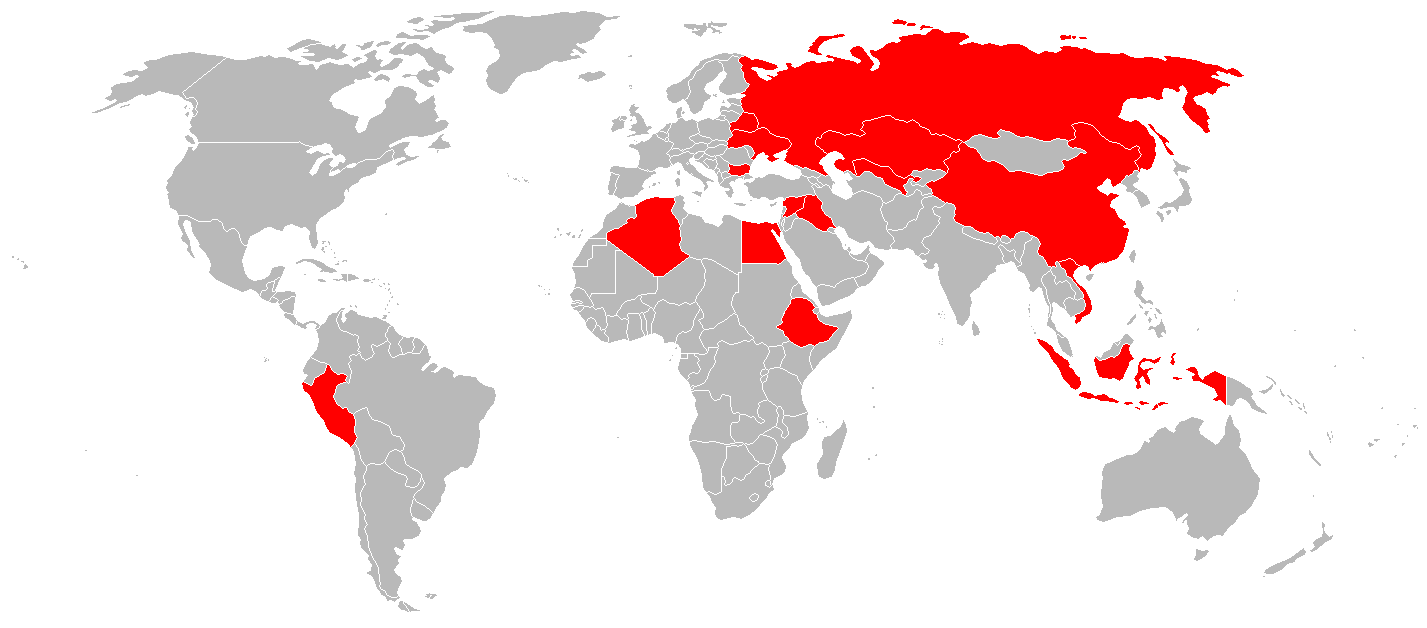
使用Mi-6的國家

- 苏联
- 俄羅斯
- 乌克兰
- 中华人民共和国
- 阿富汗
- 阿尔及利亚
- 白俄羅斯
- 保加利亚
- 埃及
- 衣索比亞
- 印度尼西亞
- 伊拉克
- 秘魯
- 波蘭
- 叙利亚
- 越南
- 辛巴威

## 外部連結
- 米-6直升机 （页面存档备份，存于）
- 內部駕駛艙 （页面存档备份，存于）